# Alexandra Rügler
Alexandra Rügler (* 1988 in Athen) ist eine deutsche Comic-Künstlerin und Illustratorin. Ihr Comicdebüt The Ballad of the Barefoot Bandit erschien 2015 beim Jaja Verlag, als Illustratorin war sie unter anderem für die Edition Büchergilde tätig. Rügler veröffentlichte ebenfalls Kurzcomics in Zeitschriften und im Selbstverlag.

## Leben und Werk
Alexandra Rügler wurde 1988 in Athen, Griechenland, geboren und wuchs in Berlin auf. Ab 2009 studierte sie Kommunikationsdesign und Illustration an der Burg Giebichenstein Kunsthochschule Halle bei Hans Georg Barber (auch bekannt unter seinem Künstlernamen „ATAK“). Im Jahr 2012 lebte sie in Seoul, Südkorea, und lernte traditionelle Zeichentechniken am Seoul National University College of Fine Arts. 2014 schloss sie ihr Studium in Halle mit einem Bachelor ab. Seit 2017 besucht sie einen Master-Studiengang in Illustration an der Hochschule für Angewandte Wissenschaften Hamburg in der Klasse von Anke Feuchtenberger.
Während ihres Studiums konnte sich Rügler 2012 beim Gestalterpreis der Büchergilde Gutenberg durchsetzen. Als Gewinnerin fertigte sie 32 anaglyphische 3D-Bilder auf Grundlage von Tuschezeichnungen für eine Sonderausgabe des Romans Der talentierte Mr. Ripley von Patricia Highsmith an. Dabei folgte sie der Intention, das „Befremdliche, Bizarre der Situationen“ einzufangen und die Erzählung damit zu unterstützen.
Im Jahr 2015 erschien ihre Bachelorarbeit als ihr Debütcomic The Ballad of the Barefoot Bandit beim JaJa Verlag. Im Mittelpunkt steht Colton Harris-Moore, im Comic Clay genannt, der als „der barfüßige Bandit“ bekannt wurde. Clay hat eine schwierige Kindheit und fällt schon früh durch Diebstähle und Einbrüche auf. Er wird im Laufe seiner kriminellen Karriere mehrfach verurteilt, kann sich aber auch wiederholt einer Verhaftung entziehen. Unter anderem versteckt er sich mehrere Monate in einem Wald und haust dort in einem Zelt. Auf seiner Flucht stiehlt er ebenfalls verschiedene kleine Flugzeuge, ohne jemals Flugstunden genommen zu haben. Trotz mehrerer Bruchlandungen verletzt er sich nie ernsthaft. Letztendlich kann ihn das FBI schnappen, als er versucht ein Boot in den Bahamas zu klauen. Ihre großformatigen und detaillierten Zeichnungen koloriert Rügler in Blau und Rot. Die Erzählstimme gibt sie der Mutter von Clay, die an einen Brief angelehnt ist, den die Mutter eines inhaftierten Berliner Jugendlichen an die zuständige Richterin schickte.
2017 gestaltete Rügler den Comic zum Jugendfilm Amelie rennt. Die asthmakranke Amelie aus Berlin lernt während eines Aufenthaltes in den Südtiroler Alpen, mit ihrer Krankheit konstruktiv umzugehen. Der Comic konnte in ausgewählten Kinos, in denen der Film gezeigt wurde, kostenlos mitgenommen werden. Zum Teil wurde er auch zusammen mit dem Buch zum Film, das im 360 Grad Verlag veröffentlicht wurde, vertrieben.
Für einige Publikationen von Reprodukt übernahm Rügler das Lettering, beispielsweise SuperMutant Magic Academy von Jillian Tamaki und Israel verstehen in 60 Tagen oder weniger von Sarah Glidden (beide 2018).
Rügler lebt und arbeitet in Berlin sowie Hamburg.

## Veröffentlichungen (Auswahl)
- Der talentierte Mr. Ripley. Sonderausgabe des Romans von Patricia Highsmith mit Illustrationen von Alexandra Rügler, Edition Büchergilde, Frankfurt am Main 2012, ISBN 978-3-763264-58-2.
- The Ballad of the Barefoot Bandit. Comic, Jaja Verlag, Berlin 2015, ISBN 978-3-943417-65-4.
- Erika: Das Adventskalenderbuch. Weihnachtsgeschichte von Elke Heidenreich mit Illustrationen von Alexandra Rügler. Edition Büchergilde, Frankfurt am Main 2015, ISBN 978-3-864060-58-8.
- Krieg ist kein Computerspiel. Illustrationen zum Artikel, Zeit Leo #1/2016, Hamburg 2016.[9]
- Postcard from South Dakota. Kurzcomic, Internazionale #1270, Rom 2018.[10]
- Koukla. Comic-Zine, Selbstverlag, Hamburg 2019.[11]
- Versteckt in Mitte. Kurzcomic zusammen mit Augusto Paim, Strapazin #139, Zürich 2020.[12]
- Die wilden Hühner. Hörspielreihe nach Cornelia Funke, Illustration und Gestaltung von Alexandra Rügler, Atmende Bücher, Hamburg 2022.[13]

## Kritiken
Jobst-Ulrich Brand schreibt für Focus über Rüglers Illustrationen zu Der talentierte Mr. Ripley, diese seien der „Clou“ der Ausgabe zum zehnjährigen Verlagsjubiläum von Edition Büchergilde. Auch ohne Blick durch die beiliegende 3D-Brille würden die Bilder „gehörig gruseln“.
The Ballad of the Barefoot Bandit zeige einen „Teenie-Robin-Hood“, der Träumen dürfe, hält Lisa Bolyos bei Augustin fest. Der Comic sei ein „Hohelied auf eine unversehrte Kindheit [und] eine Ode an die Sorgsamkeit, mit der eine Gesellschaft [Kinder] aufwachsen lassen sollte“. Rüglers Version der Biografie sei nicht kitschig, aber „natürlich ein bisschen Kultproduktion: cooler, wendiger Clay, der vor gemeinen und ungeschickten Bullen davonrennt“.
Barbara Yelin berücksichtigte The Ballad of the Barefoot Bandit für ihre Auswahl der Comic-Bestenliste 2015 des Tagesspiegels. Der „schmale Band“ zeige, weshalb der „JaJa Verlag (u.a.) so wichtig ist“. Es sei eine gute Entscheidung für die „lakonisch erzählte Handlung“, Clay „weder zum Helden noch zum Opfer“ zu stilisieren. Rügler vermöge es, eine „zeichnerische Experimentierlust fast durchgehend mit einer schlüssigen Erzählung zu verschränken“.

## Auszeichnungen
Für den Gestalterpreis der Büchergilde Gutenberg im Jahr 2012 haben 22 Studenten der Burg Giebichenstein Kunsthochschule aus der Klasse von Hans Georg Barber Illustrationen eingereicht. Die Jury entschied sich einstimmig für den Entwurf von Rügler, die Bilder erschienen in einer Sonderausgabe von Patricia Highsmiths Der talentierte Mr. Ripley. Stil und Zeichnungen seien „perfekt gewählt, sie geben Rätsel auf und ziehen einen sogartig  in den Bann der Geschichte“. Die Illustrationen funktionierten auch ohne die beigelegte 3D-Brille, mit „ist man völlig hingerissen von dem Effekt“, der ideal sei für den „gespaltenen und auch doppelten Mr. Ripley“.
2017 feierten die Berliner Stadtmagazine tip Berlin und Zitty 45 beziehungsweise 40 Jahre Veröffentlichungsgeschichte. Im ausgerichteten Zeichenwettwerb belegte Rügler den zweiten Platz. Ihre Einreichung war auch in der begleitenden Ausstellung zum Jubiläum der Magazine in der Berliner Galerie Neurotitan zu sehen.
Ihr Comic-Zine Koukla, das Rügler im Rahmen ihres Studiums umsetzte, erhielt 2019 einen GINCO Award als „Bester Experimental-Comic“. Zahlreiche Einreichungen machten für die Jury deutlich, dass das „Medium Comic eine ideale Spielwiese für formelle und inhaltliche Experimente darstellt“. Koukla zeige „ganz ohne Worte in detaillierten Schwarz-Weiß-Zeichnungen“, was einer im „Wald vergessenen Puppe passieren oder aber besser zustoßen kann“. Das Werk sei „originell, verstörend, faszinierend“. Der Comic wurde im gleichen Jahr als Teil der Ausstellung „my favourite toy“ auf dem Hamburger Comicfestival gezeigt.